# Vice-reis da Catalunha
Este anexo contém os Vice-reis da Catalunha

Escudo de Armas do Rei de Aragão e Sicilia, conde de Barcelona.

O Vice-rei da Catalunha foi um representante do rei no Principado da Catalunha. Antes desta nomenclatura era denominado por Lugar-tenente. O termo Vice-rei só começou a ser usado em meados do Século XVI, e é de origem catalão.

## Lista de lugar tenentes da Catalunha
Durante a Dinastia da Casa de Barcelona, este cargo era geralmente ocupado pelo herdeiro do trono ou pela rainha consorte, e só actuava como tal quando o monarca se encontrava fora do reino e debaixo do título lloctinent Reial (lugar tenente real).
Quando o rei voltava ao reino o cargo desaparecia de imediato. Era portanto um cargo de pouca duração e só empregue em momentos extraordinários.

## Formalização do Cargo
As forma do utilização do cargo só mudam com a entronização da Dinastia de Trastámara. Com excepção do primeiro rei de origem castelhana, (Fernando I de Aragão), os dois monarcas seguintes vão precisar continuamente de um representante legal; por estar quase sempre fora do Principado, Afonso "O Magnánimo" e devido às constantes tentativas de sublevação no caso de João II de Aragão.
Foi o rei Fernando “O Católico” quem institucionalizou o cargo na pessoa do seu primo, o infante Enrique de Aragón e Pimentel “Infant Fortuna” em 1479, visto que tinha muitos territórios ao redor do mundo e se ausentava da sede do reino por grandes períodos de tempo. Esta prerrogativa manteve-se com os Habsburgo.
No início do vice-reinado este só podia ser exercido por uma pessoa de sangue real, no entanto começou-o também a se por um nobre ou por um eclesiástico que devia fazer executar as ordens do rei no principado.
Era quem nomeava os conselheiros, os tesoureiros, os ficais, cargos que recaíam sobre os membros da alta hierarquia eclesiástica e da alta nobreza do Reino de Castela e muito raramente sobre algum nobre catalão.
Durante o século XVI os reis espanhóis não exerceram uma autoridade total na Catalunha, no entanto a partir do Século XVII a situação política e económica mudou, as cortes passaram a ser convocadas cada vez com menos frequência até que no final do século deixaram de ser convocadas.
O cargo desapareceu no final da Guerra da Sucessão Espanhola junto com as leis e instituições do Principado de Catalunha e o resto da Coroa de Aragão. Dando assim origem ao cargo de Capitão-general .

## Lista de lugares Tenentes da Catalunha

### Reinado deAfonso III de Aragão(1285-1291)
- 1285-1296: Pedro de Aragão, infante de Aragão

### Reinado dePedro IV de Aragão(1336-1387)
- (1355): Pedro de Aragão, infante de Aragão (pela segunda vez)
- 1363-1387: João de Aragão, infante de Aragão e futuro rei João I de Aragão.

### Reinado deJoão I de Aragão(1387-1396)
- 1387-1396: Martim I de Aragão, infante de Aragão e futuro rei Martim I

### Reinado de Martim I de Aragão (1396-1410)
- 1407-1410: Jaime II, conde de Urgel

### Reinado deAfonso V de Aragão(1416-1458)
- 1416-?: João de Aragão, infante de Aragão e futuro rei João II de Aragão
- 1420-1423: Maria de Castela, rainha consorte de Aragão
- 1432-1453: Maria de Castela (2ª vez), rainha consorte de Aragão
- 1453-1454: Galceran de Requesens
- 1454-1458: João de Aragão (2ª vez), infante de Aragão e futuro rei João II de Aragão
- 1461: Carlos, Príncipe de Viana, infante de Aragão.

### Reinado deJoão II de Aragão(1458-1479)
- 1461-1462: Joana Henriques (reinou em nome do então ainda infante D. Fernando), rainha consorte de Aragão.

### Guerra Civil Catalã(1462-1472)
Por João II de Aragão
- 1462-1468: Joana Henriques
- 1468-1472: Fernando II de Aragão, príncipe de Gerona

Pela Generalitat de Catalunya
- 1462-1464: João de Beaumont, lugartenente e Henrique  IV de Castela
- 1464-1466: Pedro de Coimbra, Condestável de Portugal
- 1466-1470: João II da Lorena, lugartenente de Renato I de Nápoles e filho do mesmo
- 1470-1472: João da Calábria, lugartenente de Renato I de Nápoles e neto do mesmo

### 1472-1479
- 1472-1479: Fernando II de Aragão

### Reinado deFernando II de Aragão(1479-1516)
- 1479-1493: Henrique II de Ampurias, o "'Infante Fortuna"
- 1493-1495: João de Lanuza
- 1495-1496: João Fernandes de Heredia
- 1496-1501: João II de Ribagorza, sobrino do rei
- 1501-1514: Jaime de Luna
- 1514-1520: Alonso de Aragão, filho do rei

### Reinado deCarlos I de Espanha(1516-1556)
- 1521-1523: Pedro Folc de Cardona
- 1523-1525: António de Zúñiga
- 1525-1539: Fradique de Portugal
- 1539-1543: Francisco de Borja
- 1543-1553: João Fernandes-Manrique de Lara e Pimentel
- 1554-1558: Per Afán Henriques de Ribera

### Reinado deFelipe II de Espanha(1556-1598)
- 1558-1564: García Álvarez de Toledo e Osorio
- 1564-1571: Diego Hurtado de Mendoza e de la Cerda
- 1571-1580: Fernando de Toledo
- 1580-1581: Francisco I de Moncada
- 1581-1582: Carlos de Aragão
- 1583-1586: Juan de Zúñiga e Avellaneda, conde de Miranda de Castañar
- 1586-1590: Manrique de Lara e Girón
- 1590-1592: Pedro Luís Galcerán de Borja
- 1592-1596: Bernardino de Cárdenas e Portugal, duque de Maqueda
- 1596-1602: Lorenzo IV Suárez de Figueroa e Córdoba

### Reinado deFelipe III de Espanha(1598-1621)
- 1602-1603: Joan Terés i Borrull
- 1603-1610: Hector de Pignatelli e Colonna
- 1611: Pedro Manrique
- 1611-1615: Francisco Hurtado de Mendoza e Cárdenas
- 1615-1619: Francisco Fernández de la Cueva
- 1619-1622: Fernando Afán de Ribera e Enríquez

### Reinado deFilipe IV de Espanha(1621-1665)
- 1622-1626: Juan Sentís e Suñer
- 1626-1627: Luís Díez de Aux de Armendariz
- 1627-1629: Miguel Santos e Sampedro
- 1629-1630: Gómez Suárez e Figueroa
- 1630-1632: Henrique III de Ampurias
- 1632-1633: Fernando de Áustria
- 1633-1638: Henrique III de Ampurias, 2ª vez
- 1638-1640: Dalmau de Queralt; morto durante a Guerra dos Segadores de 1640
- 1640: Henrique III de Ampurias
- 1640: Garcia Gil Manrique Maldonado
- 1640-1641: Pedro Fajardo de Zúñiga e Requesens
- 1641: Federico Colonna. Napolitano. Faleceu durante o assédio de Tarragona.
- 1641: Juan Ramírez de Arellano
- 1642-1644: Pedro Antonio de Aragão
- 1644-1645: Andrea Cantelmo
- 1645-1647: Diego Mexía Felípez de Guzmán
- 1647-1648: Guillermo Ramón de Moncada
- 1648-1650: Juan de Garay
- 1650-1652: Francisco de Orozco
- 1652: Francisco de Orozco
- 1653-1656: João José de Áustria. Filho de Felipe IV
- 1656-1663: Francisco de Orozco. 2ª vez.
- 1663-1664: Francisco de Moura e Corterreal
- 1664-1667: Vicente de Gonzaga e Doria

### Reinado deCarlos II de Espanha. Regência deMaria Ana de Áustria
- 1667-1669: Gaspar Téllez-Girón
- 1669-1673: Francisco Fernández de Córdova
- 1673-1675: Francisco de Tutavila e del Rufo
- 1675-1676: João António Pacheco Osorio Toledo
- 1676-1677: Alejandro Farnesio
- 1677-1678: João Domingo de Haro
- 1678: Diego Felipe de Guzmán. Interino.
- 1678-1684: Alejandro de Bournonville
- 1685-1688: Diego Felipe de Guzmán
- 1688: João Tomáz Henriques e de Cabrera
- 1688-1690: Carlos de Gurrea Aragão e Borja
- 1690-1693: João Alonso Pérez de Guzmán
- 1693-1694: Juan Manuel Fernández Pacheco
- 1694-1696: Francisco de Agurto
- 1696-1697: Francisco António Fernández de Velasco e Tovar
- 1697-1698: Diego Hurtado de Mendoza
- 1698-1701: Jorge de Darmstadt